# Nabor Carrillo Flores
Nabor Carrillo Flores (* 23. Februar 1911 in Mexiko-Stadt; † 19. Februar 1967 ebenda) war ein mexikanischer Kernphysiker und Rektor der Universidad Nacional Autónoma de México (UNAM).

## Biografie
Carrillo wurde als dritter Sohn des Komponisten Julián Carrillo Trujillo geboren. Er absolvierte die Hochschulreife an der Escuela Nacional Preparatoria, studierte danach an der Escuela Nacional de Ingeniería, der späteren Fakultät für Ingenieurwesen der UNAM, und auch in New York. Er war Guggenheim-Stipendiat und bekam er den Ph.D.-Titel der Harvard University verliehen und 1941 von dort auch den Master of Science-Titel (scientiæ magister).
Er lehrte und forschte an der UNAM und war 1946 der mexikanische Vertreter bei den Atombombentests auf dem Bikini-Atoll. Carrillo war technischer Berater der mexikanischen Delegation der VN-Atomenergiekommission für die pazifische Atomenergienutzung und war Exekutivberater der nationalen Atomenergiekommission. Vom 14. Februar 1957 bis zum 13. Februar 1961 war er zwei Amtsperioden lang Rektor der UNAM.
Carrillo unterstützte den Bau des mexikanischen Kernforschungszentrums, das nach seinem Tode in Betrieb genommen wurde. Für seine wissenschaftliche Arbeit erhielt er mehrere Ehrendoktorate nationaler und internationaler Universitäten und wurde er unter anderem 1957 mit dem Nationalpreis für Wissenschaften sowie dem Orden der französischen Ehrenlegion ausgezeichnet. Nach ihm ist der Mondkrater Carrillo benannt.
| Personendaten    | Personendaten                                  |
| ---------------- | ---------------------------------------------- |
| NAME             | Carrillo Flores, Nabor                         |
| KURZBESCHREIBUNG | mexikanischer Kernphysiker und Rektor der UNAM |
| GEBURTSDATUM     | 23. Februar 1911                               |
| GEBURTSORT       | Mexiko-Stadt                                   |
| STERBEDATUM      | 19. Februar 1967                               |
| STERBEORT        | Mexiko-Stadt                                   |